# بختري
البختري أو الديدحان أو النُّعمانة أو السَّليح أو الرَّمِيرة (باللاتينية: Roemeria) جنس نباتي ينتمي إلى الفصيلة الخشخاشية ويضم نوعين مقبولين واثني عشر نوعا لم يحدد وضعها بعد.

## من أنواعهالواطنةفيالوطن العربي
- البختري المنكسر (باللاتينية: Roemeria refracta) في بلاد الشام
- البختري الهجين (باللاتينية: Roemeria hybrida) في بلاد الشام

## من أنواعه الأخرى
- البختري التيني (باللاتينية: Roemeria carica) في تركيا